# Micronycteris homezi
Micronycteris homezi là một loài động vật có vú trong họ Dơi mũi lá, bộ Dơi. Loài này được Pirlot mô tả năm 1967.